# Wąsosz
Wąsosz é um município da Polônia, na voivodia da Baixa Silésia e no condado de Góra. Estende-se por uma área de 3,24 km², com 2 672 habitantes, segundo os censos de 2019, com uma densidade de 825 hab/km².